# 合食
株式会社合食（ごうしょく）は、珍味などの水産物加工品を製造して販売する日本の企業である。

## 主な取扱商品
- 珍味 - するめ、さきいかなど
- 駄菓子・フライ製品 - いかフライなど
- 素材菓子 - むけてる天津甘栗など
- 豆菓子 - 柿ピー、プルーン、カシューナッツなど

## 沿革
- 1946年4月 - 海産物卸売商「砂川商店」を開業する。
- 1948年6月 - 砂川商店は帝国食品、兵庫県合同缶詰と合併して、兵庫県合同食品株式会社を設立する。
- 1961年6月 - 食品製造子会社「朝日食品株式会社」を設立する。
- 1969年 - 会社名を株式会社合食へ変更する。
- 2012年10月 - グループ会社の朝日食品株式会社、合食フローズン株式会社、株式会社アサヒサービス販売、朝日販売株式会社、株式会社大塩するめ、それぞれを本社に統合[2]し、製造部門を本社直営とする。
- 2013年9月 - グループ会社の株式会社札幌合食を吸収合併[3]する。
- 2020年3月 - グループ会社の株式会社かねへい食品と株式会社九州合食を吸収合併する。

## 関連会社
- Goshoku Trading (Singapore) Pte,LTD.（シンガポール）
- 合食商貿（大連）有限公司（中国）
- Goshoku USA Inc. (アメリカ）
- Goshoku(Vietnam)Co.,Ltd.（ベトナム）